# Ojo del Buey
Ojo del Buey är en ort i Mexiko.   Den ligger i kommunen Carichí och delstaten Chihuahua, i den nordvästra delen av landet, 1 300 km nordväst om huvudstaden Mexico City. Ojo del Buey ligger 2 603 meter över havet och antalet invånare är 104.
Terrängen runt Ojo del Buey är lite kuperad. Runt Ojo del Buey är det glesbefolkat, med 13 invånare per kvadratkilometer. Närmaste större samhälle är Sojahuachi, 11,7 km sydväst om Ojo del Buey. I omgivningarna runt Ojo del Buey växer huvudsakligen savannskog.